# Beli Kolodez (Véidelevka)
|  | Per a altres significats, vegeu «Beli Kolodez». |

Beli Kolodez - Белый Колодезь (rus) - és un poble de l'óblast de Bélgorod, a Rússia. El 2010 tenia 1.465 habitants. Pertany al districte (raion) de Véidelevka.